# Dave Baldwin (amerikaifutball-edző)
Charles David Baldwin (Denver, Colorado, 1955. március 22. –) amerikai amerikaifutball-edző, 2020–2021-ben a Northern Colorado Bears támadókoordinátora.

## Pályafutása
Pályafutásának kezdetén a Cal State Northridge Matadors tight endjeinek, majd defensive backjeinek edzője, valamint a San Jose State Spartans és a Stanford Cardinal wide receivereinek edzője, illetve utóbbi csapat passzkoordinátora volt. 1997 és 2000 között a Spartans vezetőedzői pozícióját töltötte be; a 2000-es volt nyolc év óta az első nyertes szezonjuk. 2012 és 2014 között a Colorado State Rams támadókoordinátori feladatait látta el, illetve a 2014-es bowlmérkőzés idejére vezetőedzővé nevezték ki.
2015-ben az Oregon State Beavers támadókoordinátora és tight endjeinek edzője lett, majd 2016-tól az inside receivereket edzette. 2017-ben már csak a tight endek edzője volt; november 26-án több munkatársával együtt kirúgták.

## Családja és szokásai
Három gyermeke született.
2015-ben elismerte, hogy tizenöt éven át napi 16–18 doboz cukormentes kólát fogyasztott.

## Eredményei vezetőedzőként

### Junior
| Év                                                     | Eredmény                                               | Eredmény                                               | Helyezés                                               | Továbbjutás                                            |
| Év                                                     | Összesített                                            | Konferencia                                            | Helyezés                                               | Továbbjutás                                            |
| Santa Barbara City Vaqueros (Western State Conference) | Santa Barbara City Vaqueros (Western State Conference) | Santa Barbara City Vaqueros (Western State Conference) | Santa Barbara City Vaqueros (Western State Conference) | Santa Barbara City Vaqueros (Western State Conference) |
| ------------------------------------------------------ | ------------------------------------------------------ | ------------------------------------------------------ | ------------------------------------------------------ | ------------------------------------------------------ |
| 1990                                                   | 4–6                                                    | 3–6                                                    | 5.                                                     | –                                                      |
| 1991                                                   | 9–2                                                    | 8–1                                                    | 1.                                                     | Potato Bowl                                            |
| 1992                                                   | 5–5                                                    | 4–5                                                    | 3.                                                     | –                                                      |
| 1993                                                   | 5–5                                                    | 5–4                                                    | 3.                                                     | –                                                      |
| Eredmény:                                              | 23–18                                                  | 20–16                                                  | –                                                      | –                                                      |
| Santa Rosa Bear Cubs (Bay Valley Conference)           |                                                        |                                                        |                                                        |                                                        |
| 1994                                                   | 8–3                                                    | –                                                      | –                                                      | Lions Bowl                                             |
| Eredmény:                                              | 8–3                                                    | –                                                      | –                                                      | –                                                      |
| Összesen:                                              | 31–21                                                  | –                                                      | –                                                      | –                                                      |
| Jelmagyarázat: Konferenciabajnok                       |                                                        |                                                        |                                                        |                                                        |

### Egyetemi
| Év                                                       | Eredmény                                                 | Eredmény                                                 | Helyezés                                                 |
| Év                                                       | Összesített                                              | Konferencia                                              | Helyezés                                                 |
| Cal State Northridge Matadors (American West Conference) | Cal State Northridge Matadors (American West Conference) | Cal State Northridge Matadors (American West Conference) | Cal State Northridge Matadors (American West Conference) |
| -------------------------------------------------------- | -------------------------------------------------------- | -------------------------------------------------------- | -------------------------------------------------------- |
| 1995                                                     | 2–8                                                      | 1–2                                                      | 3.                                                       |
| Cal State Northridge Matadors (Big Sky Conference)       |                                                          |                                                          |                                                          |
| 1996                                                     | 7–4                                                      | 5–3                                                      | T-3.                                                     |
| Cal State Northridge:                                    | 9–12                                                     | 6–5                                                      | –                                                        |
| San Jose State Spartans (Western Athletic Conference)    |                                                          |                                                          |                                                          |
| 1997                                                     | 4–7                                                      | 4–4                                                      | T-4.                                                     |
| 1998                                                     | 4–8                                                      | 3–5                                                      | T-5.                                                     |
| 1999                                                     | 3–7                                                      | 1–5                                                      | T-5.                                                     |
| 2000                                                     | 7–5                                                      | 5–3                                                      | 4.                                                       |
| Colorado State Rams (Mountain West Conference)           |                                                          |                                                          |                                                          |
| 2014                                                     | 0–1                                                      | –                                                        | –                                                        |
| Colorado State:                                          | 0–1                                                      | –                                                        | –                                                        |
| Összesen:                                                | 27–40                                                    | –                                                        | –                                                        |

## Fordítás
- Ez a szócikk részben vagy egészben  a   Dave Baldwin (American football) című angol Wikipédia-szócikk ezen változatának fordításán alapul.  Az eredeti cikk szerkesztőit annak laptörténete sorolja fel. Ez a jelzés csupán a megfogalmazás eredetét és a szerzői jogokat jelzi, nem szolgál a cikkben szereplő információk forrásmegjelöléseként.